# Acesio
Acesio es también un sobrenombre de Apolo
Acesio fue un obispo de Constantinopla en el siglo IV, discípulo de Novacio, que asistió en 325 al concilio de Nicea y sostuvo en él la tesis de que se debía excluir de la penitencia a los que pecaban después del bautismo, sosteniendo que no tenían perdón ni había gracia para ellos. 
Se cuenta que el emperador Constantino le dijo: "Acesio, haz una escala para ti y sube solo al cielo", refiriéndose a su tesis, con cuyas palabras le venía a recomendar que se aplicase a sí mismo la regla, pero que no privase a los demás de obtener su salvación.